# Moravské malířky abstraktních děl
Moravské lidové umění sbírala malířka Zdenka Vorlová Vlčková (1872–1954), kterou i inspirovalo. Jeho sběratelkou byla také malířka Zdenka Braunerová (1854–1934), která moravskou tvořivost a písně s úspěchem propagovala i v Paříži. Abstraktní krásy ornamentu si cenil anglický reformátor Ruskin. Ideje Johna Ruskina, že ruční práce harmonicky rozvíjí rozum, cit i zručnost podnítily vznik mnoha uměleckořemeslných dílen v Evropě. Jeho idejemi se nadchla i malířka MarieTeinitzerová (1879–1960), která se stala zakladatelkou ruční výroby tkanin. Už od roku 1905 se inspirovala ornamenty primitivních národů, ornamenty egyptskými i perskými. V roce 1908 bylo vydáno album fantazijních kreslených ornamentů pražské Němky Katherine Schoffnerové  Vývoj ornamentu k volné abstrakci se stal podnětem pro vznik abstraktního umění V roce 1910 namaloval první abstraktní obraz Vasilij Kandinskij v Murnau u Mnichova, kde žil s německou malířkou Gabrielle Munterovou (1877–1962), která se inspirovala místními lidovými obrázky na skle. I pro Kandinského bylo lidové umění velkou inspirací. V roce 1912 namaloval svůj první abstraktní obraz František Kupka. Jeho obraz Amorfa byl prvním nefigurativním obrazem vystaveným v Paříži. Kupka ve dvacátých letech přednášel v Paříži českým stipendistkám a mohly tak poznat zdroj jeho inspirací i jeho abstraktní obrazy. Zaujal jak sochařku z Prostějova Hanu Wichterlovou, tak malířku Věru Jičínskou.

## První pokusy o abstraktní malbu

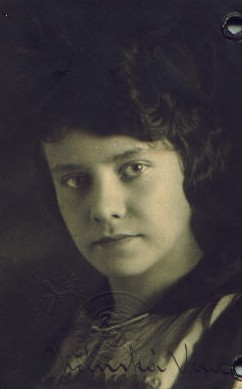
Věra Jičínská (1898–1961)

Věra Jičínská (1898–1961) žila od svých dvou let v Rosicích u Brna. Studovala v Praze, Mnichově a Paříži. Po návratu z Paříže malovala stále abstraktněji. V polovině třicátých let namalovala několik osobitých abstraktních obrazů s názvy Stvoření světa, Krystaly, Žlutý interiér, Odraz, Podzimní akord. Ke konci padesátých let namalovala ještě další abstraktní obrazy.
Cecilie Marková (1911–1998) se narodila v Kyjově. Vyučená modistka měla zkušenosti s kreslením jen při tvorbě návrhů. Po smrti manžela cítila nutkání kreslit, ale ne ze svá vůle, věřila, že ruku jí vedl duch. Stala se medijní malířkou cizích světů, nevídaných květů, krajin i osob. Vystavovala až v padesátých letech. Připojila se k ní další medijní malířka Vlasta Kodríková (1929) z Uherského Ostrohu, která bez pomoci rýsovacích potřeb vytvářela zcela bezchybné stroje, podobné kosmickým, abstraktní duchovní poselství.
Růžena Magniová (1929–2008) z Bučovic u Vyškova po přestěhování se do Žďáru využívala pro své obrazy kombinovanou technikou batiku, chemii i malbu. Inspirací jí byla nejen příroda, ale dokázala ve svých abstraktních obrazech vyjadřovat tvary své pocity a myšlenky.
Milena Šimková-Elgrová (1898–1977), krajinářka, žačka Kalvody, která většinu života prožila v Brně, se ke konci svého života pokusila z realismu přejít k abstraktním námětům. Byla inspirována hudbou a poezií a na svých velkých formátech pastelem tvořila abstraktní obrazy s názvem Kolébka lidstva nebo Vesmír.

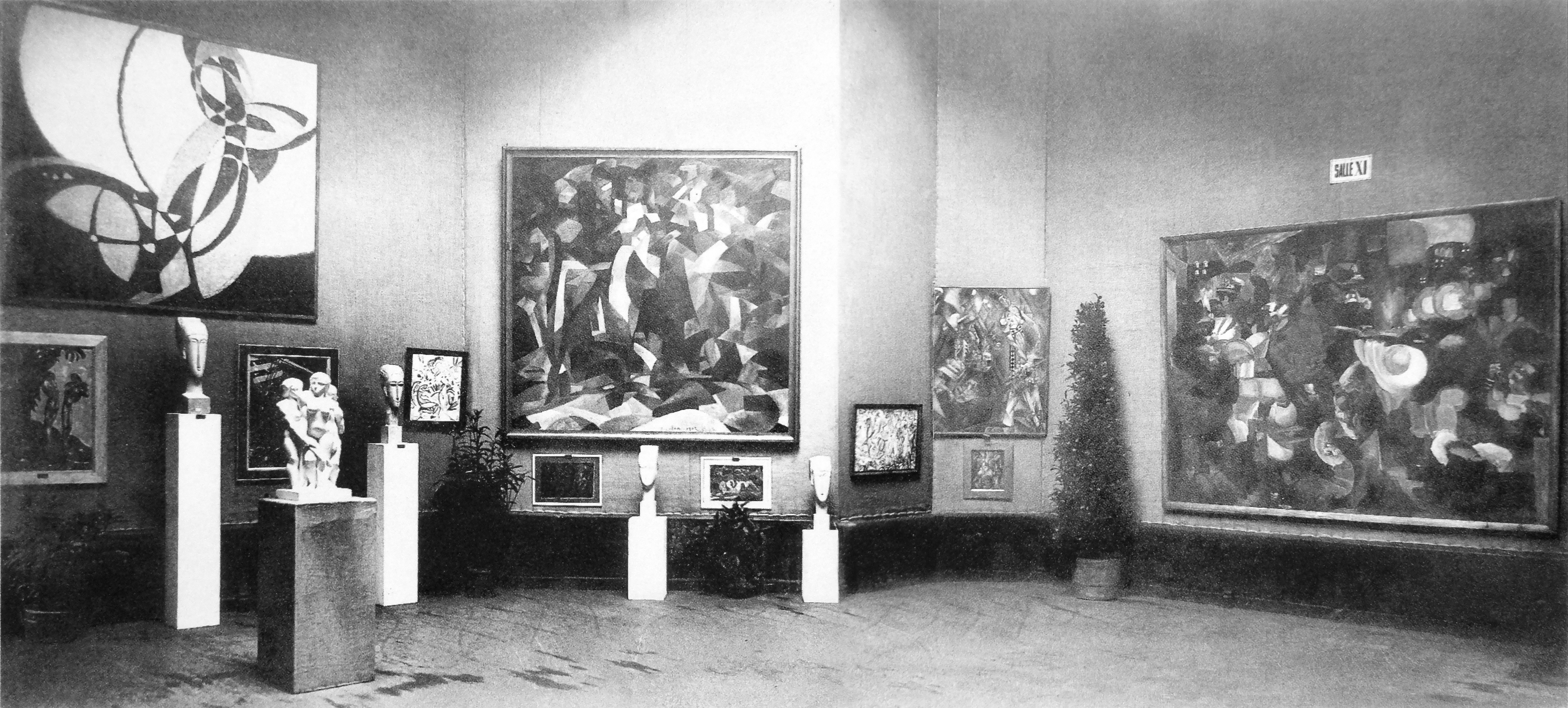
První abstraktní obraz Amorfa Františka Kupky, 1912, zcela vlevo

## Malířky nových přístupů k tvorbě
Inez Tuschnerová (1932–2016) se narodila a tvořila v Brně. Hned po Škole vidění u Oskara Kokoschky v Salcburku tíhla k abstrakci. Vytvářela návrhy na tapiserie a zjednodušovala postavy. Od poloviny 60. let se věnovala netkané tapiserii Art Protis, jejíž nová technologie byla vyvinuta v Brně a pozvedla ji na uměleckou úroveň. Sama se jako jediná v republice věnovala další nové technologii Arteg, kterou také vynalezl Výzkumný ústav vlnařský v Brně a tu spolupracovala s architekty. Rozměr nebyl omezen, pokrývala Artegem podlahy i stěny, což vyhovovalo její velkorysosti a živým gestickým vzorům. Vrcholem tvorby byla její tapiserie-objekt Střelnice, vystavená v Lausanne v roce 1970 a reagující na rok 1968. V textilu tvořila další objekty, grafiku, prostorová díla, miniatury. Zanechala po sobě mnoho abstraktních návrhů.
Marie Filippovová se narodila v Brně v roce 1938. Od 70. let se zabývala převážně grafikou a tvořila volné cykly v suché jehle a leptu nebo byla inspirována literaturou. Od ukončení pedagogické činnosti se věnovala lavírovaným kresbám tuší na papír. Pracovala s bodem v mnoha variacích. Body zaplňovala jeden po druhým na celý formát papíru, bodem nekončícím. Body, z nichž každý je jedinečný, si samy vytváří v mnohosti různé odstíny a světla. Při výstavách pracuje s prostorem, velké formáty věší, nadsouvá, roluje a podobně. Překvapuje nás dosud námi nevídanými řešeními instalace i originálními díly, vytvořenými přemýšlením, hravostí i neomylným výtvarným citem.
Inge Kosková se narodila v Brně v roce 1940, studovala a žije v Olomouci. Malířka s hudebním a hlavně kreslířským nadáním byla po studiích ovlivněna surrealismem. Od roku 1970 se věnovala krajině. Využila znalost jógy k svému maximálnímu soustředění. Je považována za fenomenální kreslířku. Kreslí především perem a tuší a dospívá k abstrakci. Svou velkou citlivostí dokáže zaznamenat nálady i rytmy těla.
Zdena Höhmová se narodila v Brně v roce 1955. Po studiích na AVU v Praze se věnovala krajině a figurální malbě, abstrahovala ji a zajímala se i o strukturální malbu. Dospěla k abstrakci. Její krajiny jsou imaginární, kombinuje v nich malbu s linií. Vnitřními pocity, které do krajin promítala, spěla k duchovnosti. Vytvářela cykly Bílá bažina nebo Deště. Později s velkou svobodou experimentovala. Byla nazývána Moravská Toyen.
Vladimíra Sedláková (* 1962 v Brně) studovala průmyslovou školu strojní i AVU. Zkušenosti z obou škol propojila a ze znaků technických výkresů vytvářela zajímavé geometrické abstraktní kompozice. V tomto duchu tvořila obrazy, kresby i sochy. Nový prostor pro její tvorbu jí umožnila digitalizace. Využívala možností počítače, ale kompozice si v něm tvořila sama. Její práce byly vybrány porotou na Bienále 4 v Bostonu v roce 2016.
Daniela Mikulášková, narozená v Bruntále 1974, je objevitelkou nového způsobu zacházení s technikou vyšívání. Energickými tahy jehlou vytváří různé jevy a děje. Nitě klade do různých směrů a vznikají až grafické tajemné kompozice se soukromým poselstvím.
Eva Mezerová se narodila v Moravské Třebové roku 1974. Malovala nejprve portréty a figury, tvořila koláže, v olejomalbě krajiny, portréty a alegorie s prvky surrealismu. Od roku 2010 malovala přímo na textil a tato technika jí dopomohla k rychlému rozhodování a preciznosti. Všechny své zkušenosti výtvarné i osobní pak zúročila v dalších kresbách a malbách s neobyčejně bohatou barevností a fantasií zcela ojedinělou. Vytváří i osobité cykly, např. Zahrady. Inspiruje ji příroda a poezie.

## Přínos umění
Tvorba moravských malířek, které se věnovaly abstraktnímu umění, byla přínosná. Jejich tvorba obohatila tapiserie (I. Tuschnerová), kresbu (M. Filippovová, I. Kosková), kresbu nově zapojila do prostoru (M. Filippovová), obohatila i krajinářství o novou abstraktnější podobu (Z. Hohmová), rozšířila geometrickou abstrakci o možné využití technických výkresů a digitalizace (V. Sedláková), v technice vyšívání objevila možnosti vlastních výtvarných kompozic (D. Mikulášková) a dokázala, že nejen v jednoduchosti je krása, ale i v mnohosti (E. Mezerová).